# Dio fluviale

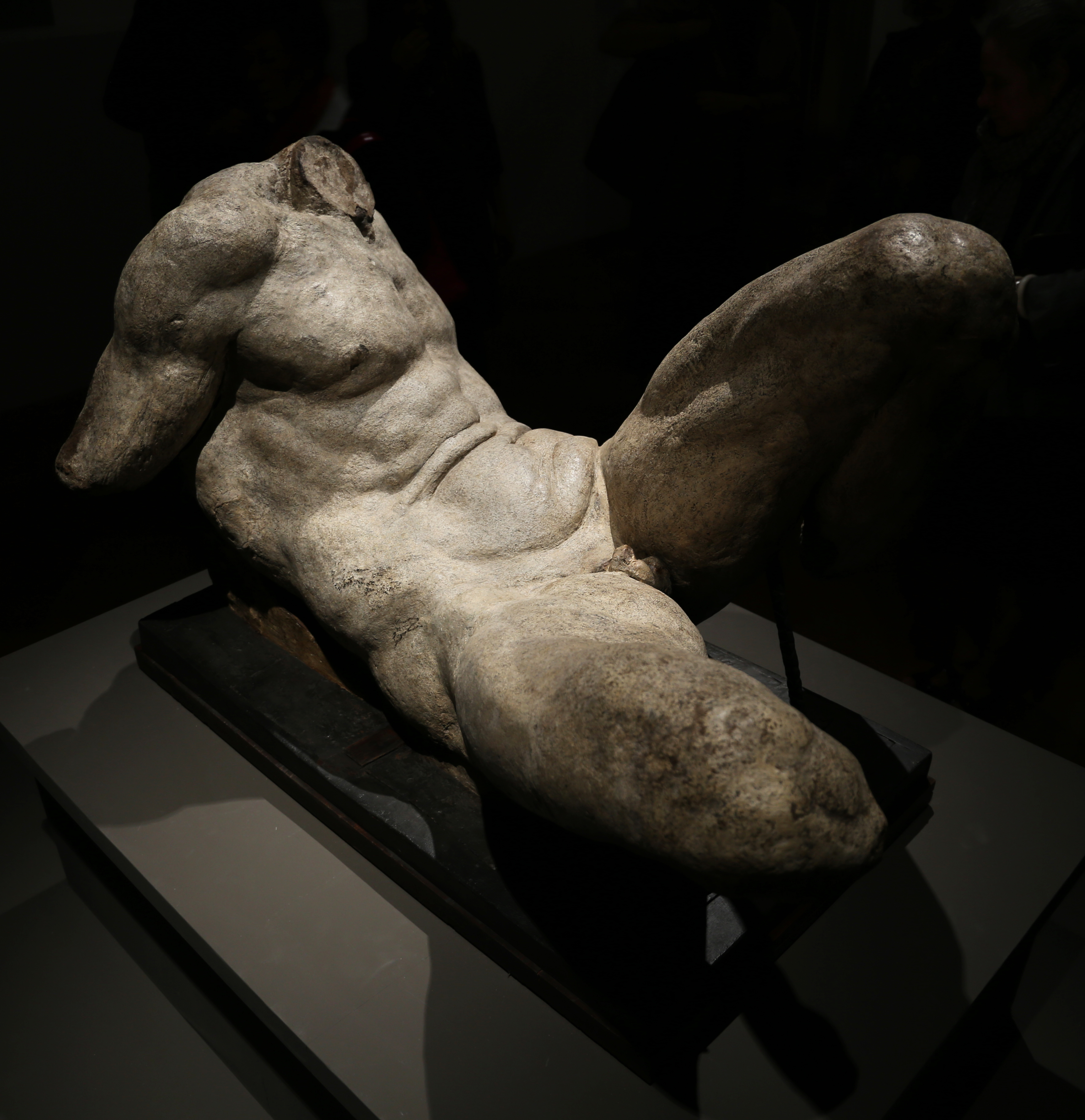
Veduta

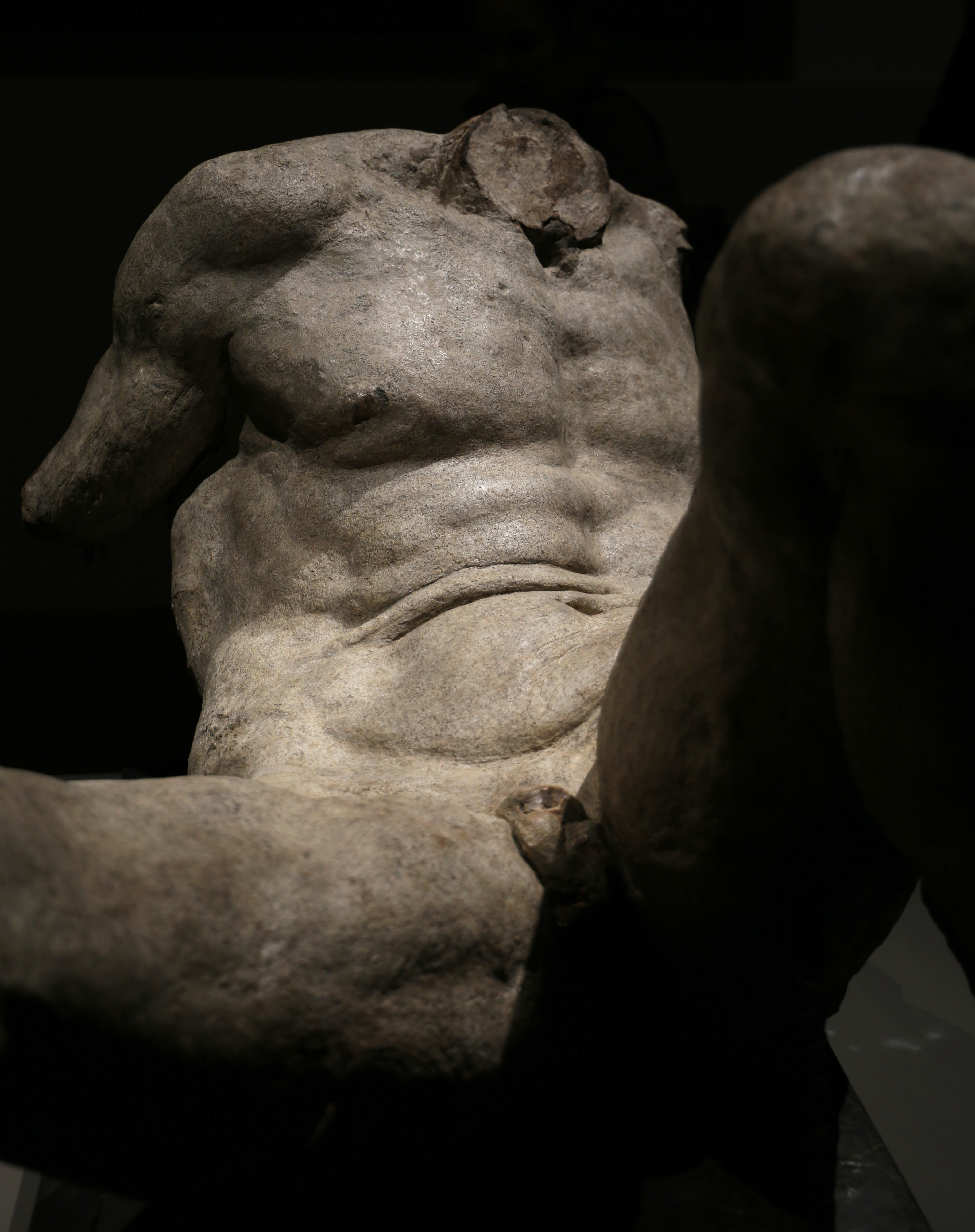
Dettaglio

Il Dio fluviale è un modello scultoreo in legno, argilla, lana e stoppa (lunghezza 180 cm) di Michelangelo Buonarroti, databile al 1524 circa ed è stato conservato fino al 2017 a Casa Buonarroti a Firenze, per poi tornare all'Accademia delle arti del disegno che ne è proprietaria. Si tratta dell'unico modello a grandezza naturale conosciuto di Michelangelo e doveva rappresentare una delle mai scolpite divinità fluviali che dovevano decorare lo spazio ai piedi dei sarcofaghi medicei nella Sagrestia Nuova di San Lorenzo.

## Storia
Non è sicuramente documentata la funzione del torso, ma è una dato ormai accettato dalla critica che si tratti di un modello per una delle statue di corredo mai realizzate delle tombe dei duchi medicei (come il Ragazzo accovacciato), in particolare per una figura allusiva al dominio sulla terra e sulle acque da collocare ai piedi della tomba di Lorenzo de' Medici duca di Urbino, a destra; un disegno per la sua statua gemella si trova al British Museum di Londra.
Questi modelli restarono nella Sagrestia Nuova dopo la partenza di Michelangelo per Roma, nel 1534: qui li vide, verso la metà del secolo, Anton Francesco Doni, che in un passo del suo componimento I Marmi scrisse un dialogo in cui un interlocutore chiede: "Che stupende bozze di terra son queste qui basse?" "Havevano a esser due figuroni di marmo che Michelagnolo voleva fare".
In seguito questo modello finì nelle collezioni di Cosimo I, ma si ignora la fine dell'altro, forse deperito a causa del materiale effimero. Il duca lo regalò a Bartolomeo Ammannati, il quale a sua volta, il 20 aprile 1583, ne fece dono all'Accademia delle arti del disegno di cui era membro e che tuttora la possiede. Nel 1590 si ebbe un primo restauro dell'opera.
Perduta la memoria della sua storia e importanza, venne "riscoperto" solo nel 1906 grazie agli studi di Adolf Gottschewski e di Adolf Hildebrand: quell'anno venne depositato alla Galleria dell'Accademia, dove stette esposto, vicino al David e le altre opere michelangiolesche, fino al 1965. In tale occasione dopo un nutrito carteggio intercorso in occasione delle ricorrenze michelangiolesche del 1964 l'Accademia delle arti del disegno accordò, su richiesta di Charles de Tolnay, il deposito dell'opera al museo di Casa Buonarroti, così da completare prestigiosamente la serie di modelli michelangioleschi.
L'attribuzione venne in passato messa in dubbio, riferendola all'Ammannati per esempio, ma è stata poi confermata dalla documentazione, nonché da citazioni iconografiche presenti in dipinti cinquecenteschi e disegni vari. Dallo studio di queste fonti si riscontrano però almeno tre varianti: molto probabilmente il polpaccio destro era originariamente disteso.
In occasione della mostra a Palazzo Strozzi sul Cinquecento a Firenze, la statua venne ripulita e restaurata e se ne decise in seguito la sua ricollocazione nei locali dell'Accademia delle arti del disegno al palazzo dell'Arte dei Beccai, dove è in corso un impegnativo allestimento, la cui apertura è prevista entro la fine del 2020.

## Descrizione e stile
L'uso di modelli a grandezza naturale è assai raro per Michelangelo e, nel caso della Sagrestia Nuova, venne esplicitamente richiesto dal committente, papa Clemente VII, in modo da velocizzare, almeno nei progetti, il completamento del complesso scultoreo, potendo più facilmente delegare, anche solo in parte, l'esecuzione ad altri. Nonostante queste premure le personificazioni restarono sempre e solo allo stato progettuale, non venendo mai concretizzate.
Il dio fluviale è rappresentato semidisteso, come nell'iconografia antica, ed è privo di testa e braccia; anche le gambe sono mutile: la sinistra del piede e la destra dal ginocchio in giù. Le gambe parzialmente discostate ricordano esempi classici come il Fauno Barberini.